# Novantinoe wappesi
Novantinoe wappesi är en skalbaggsart som beskrevs av Santos-silva och Hovore 2007. Novantinoe wappesi ingår i släktet Novantinoe och familjen långhorningar.
Artens utbredningsområde är Panama. Inga underarter finns listade i Catalogue of Life.